# Davide Ancelotti
Davide Ancelotti (Parma, 22 luglio 1989) è un allenatore di calcio italiano, tecnico del Botafogo.

## Biografia
Nato a Parma, è figlio dell'ex calciatore e allenatore di calcio Carlo Ancelotti. Si è laureato a ventidue anni in Scienze dello Sport.
Parla italiano, francese, spagnolo, tedesco, portoghese e inglese. Nel 2022 ha sposato Ana Galocha, dalla quale ha avuto due gemelli, Lucas e Leonardo.

## Carriera

### Giocatore
Segue i passi del padre, diventando calciatore (di ruolo centrocampista). Cresce nelle giovanili del Milan e successivamente viene ceduto in prestito e in seguito venduto al Borgomanero, dove si ritira nel 2009 all'età di vent'anni per concentrarsi sulla carriera da allenatore.

### Allenatore

#### Gli inizi
Davide Ancelotti ha seguito prevalentemente il padre Carlo nel suo percorso da allenatore. Inizia la sua carriera nel 2012, diventando fitness coach del Paris Saint-Germain dove il padre Carlo allenava in quel periodo. Dopo l'ingaggio di Ancelotti da parte del Real Madrid, Davide lo segue, diventando assistente del fitness coach della squadra.
Riceve la Licenza UEFA A nel 2016 e diventa poco dopo assistente allenatore del padre al Bayern Monaco. Fa il debutto da allenatore nel 2019 quando sostituisce il padre squalificato, in una sconfitta per 2-1 contro la Roma.
Nel luglio del 2023, riceve la Licenza UEFA Pro dopo aver seguito dei corsi in Galles.
Ha ricoperto il ruolo di vice allenatore al Napoli, Everton, al Real Madrid e, nel giugno 2025, per una partita della nazionale brasiliana

#### Botafogo
L'8 luglio 2025, viene ingaggiato dal Botafogo in Brasile, con la squadra all'ottavo posto in classifica in quel momento, assumendo per la prima volta il ruolo di allenatore.
L’italiano ha guidato la squadra per la prima volta il 12 luglio 2025, nella vittoria del Botafogo contro il Vasco, a Brasilia, per la 13ª giornata del Campionato Brasiliano. In quell’occasione, ha firmato il referto della partita come assistente del preparatore dei portieri, poiché non era ancora completamente regolarizzato come allenatore presso la CBF.
Due giorni dopo il debutto con il Glorioso, quindi il 14 luglio 2025, Davide Ancelotti è stato presentato ufficialmente in conferenza stampa allo Stadio Nilton Santos.

## Statistiche

### Statistiche da allenatore
Statistiche aggiornate al 18 agosto 2025. In grassetto le competizioni vinte.
| Stagione        | Squadra         | Campionato      | Campionato | Campionato | Campionato | Campionato | Coppe nazionali | Coppe nazionali | Coppe nazionali | Coppe nazionali | Coppe nazionali | Coppe continentali | Coppe continentali | Coppe continentali | Coppe continentali | Coppe continentali | Altre coppe | Altre coppe | Altre coppe | Altre coppe | Altre coppe | Totale | Totale | Totale | Totale | % Vittorie | Piazzamento     |
| Stagione        | Squadra         | Comp            | G          | V          | N          | P          | Comp            | G               | V               | N               | P               | Comp               | G                  | V                  | N                  | P                  | Comp        | G           | V           | N           | P           | G      | V      | N      | P      | %          | Piazzamento     |
| --------------- | --------------- | --------------- | ---------- | ---------- | ---------- | ---------- | --------------- | --------------- | --------------- | --------------- | --------------- | ------------------ | ------------------ | ------------------ | ------------------ | ------------------ | ----------- | ----------- | ----------- | ----------- | ----------- | ------ | ------ | ------ | ------ | ---------- | --------------- |
| lug.-dic. 2025  | Botafogo        | A               | 6          | 3          | 2          | 2          | CB              | 2               | 2               | 0               | 0               | CL                 | 1                  | 1                  | 0                  | 0                  | SB+RS+Cmc   | -           | -           | -           | -           | 9      | 6      | 2      | 2      | 66,67      | Sub., in carica |
| Totale carriera | Totale carriera | Totale carriera | 6          | 3          | 2          | 2          |                 | 2               | 2               | 0               | 0               |                    | 1                  | 1                  | 0                  | 0                  |             | -           | -           | -           | -           | 9      | 6      | 2      | 2      | 66,67      |                 |